# Witalij Pietrow
Witalij Aleksandrowicz Pietrow (ros. Виталий Александрович Петров, ur. 8 września 1984 w Wyborgu) – rosyjski kierowca wyścigowy. Wicemistrz serii GP2 w sezonie 2009. W latach 2010–2012 kierowca Formuły 1. Pierwszy w historii Rosjanin startujący w tej serii. Pietrow nazywany jest "rakietą z Wyborga".

## Życie prywatne
Urodził się 8 września 1984 w Wyborgu. Jest kawalerem, nie ma dzieci. Finansuje go ojciec, Aleksandr Pietrow, dzięki któremu Pietrow rozpoczął karierę wyścigową. Jak sam twierdzi, to właśnie wsparcie finansowe ojca pozwoliło mu startować w Formule 1. Menedżerem Pietrowa jest Rosjanka Oksana Kosaczenko.

## Życiorys

### Początki kariery
W odróżnieniu od większości kierowców Formuły 1 Pietrow nigdy nie startował w wyścigach gokartów. Swoją karierę wyścigową rozpoczął w Rosji, gdzie w latach 1998-2001 startował w rajdowych sprintach i wyścigach na lodzie. W 2001 został mistrzem Rosji w rajdowych sprintach. W 2002 brał udział w różnych rosyjskich seriach wyścigowych – Pucharze Łady, Pucharze VW Polo i Formule 2.0. Występując w zespole SK OOO Favorit, zdominował zawody o Puchar Łady, zwyciężając we wszystkich 5 wyścigach. W serii Formuły 2.0 zajął jednak dopiero 10. miejsce. W 2003 zadebiutował poza granicami swojego kraju występując we włoskiej Formule Renault. Poza tym ścigał się również w Formule Renault Masters, Euroseries 3000 oraz zimowej edycji brytyjskiej Formuły Renault. Poza 4. pozycją w klasyfikacji generalnej ostatniej z tych imprez nie osiągnął jednak znaczących rezultatów. W sezonie 2004 startował w pojedynczych wyścigach we włoskiej Formule Renault, Euroserii oraz Eurocupie, jednakże, podobnie jak rok wcześniej, nie uzyskiwał zbyt dobrych wyników. Sukcesy osiągał tylko w Rosji, gdzie zdobył tytuł wicemistrzowski w Formule Łada. W 2005 zdobył kolejne dwa tytuły mistrzowskie – w rosyjskiej serii Łada Revolution i Rosyjskiej Formule 1600. W kolejnym sezonie ponownie ścigał się w Euroseries 3000 w barwach zespołu Euronova Racing. W klasyfikacji generalnej zajął ostatecznie 3. miejsce. Wziął również udział w dwóch wyścigach serii International Formula Master rozegranych na torze Masaryk Circuit w czeskim Brnie, jednak nie zdobył w nich punktów.

### Seria GP2
W połowie sezonu 2006 zadebiutował w serii GP2. Reprezentował barwy ekipy DPR Direxiv, w której zajął miejsce zwolnionego Oliviera Pla. W 8 startach Pietrow nie zdobył punktów, a jego najlepszym wynikiem była 10. pozycja w jednym z wyścigów. 

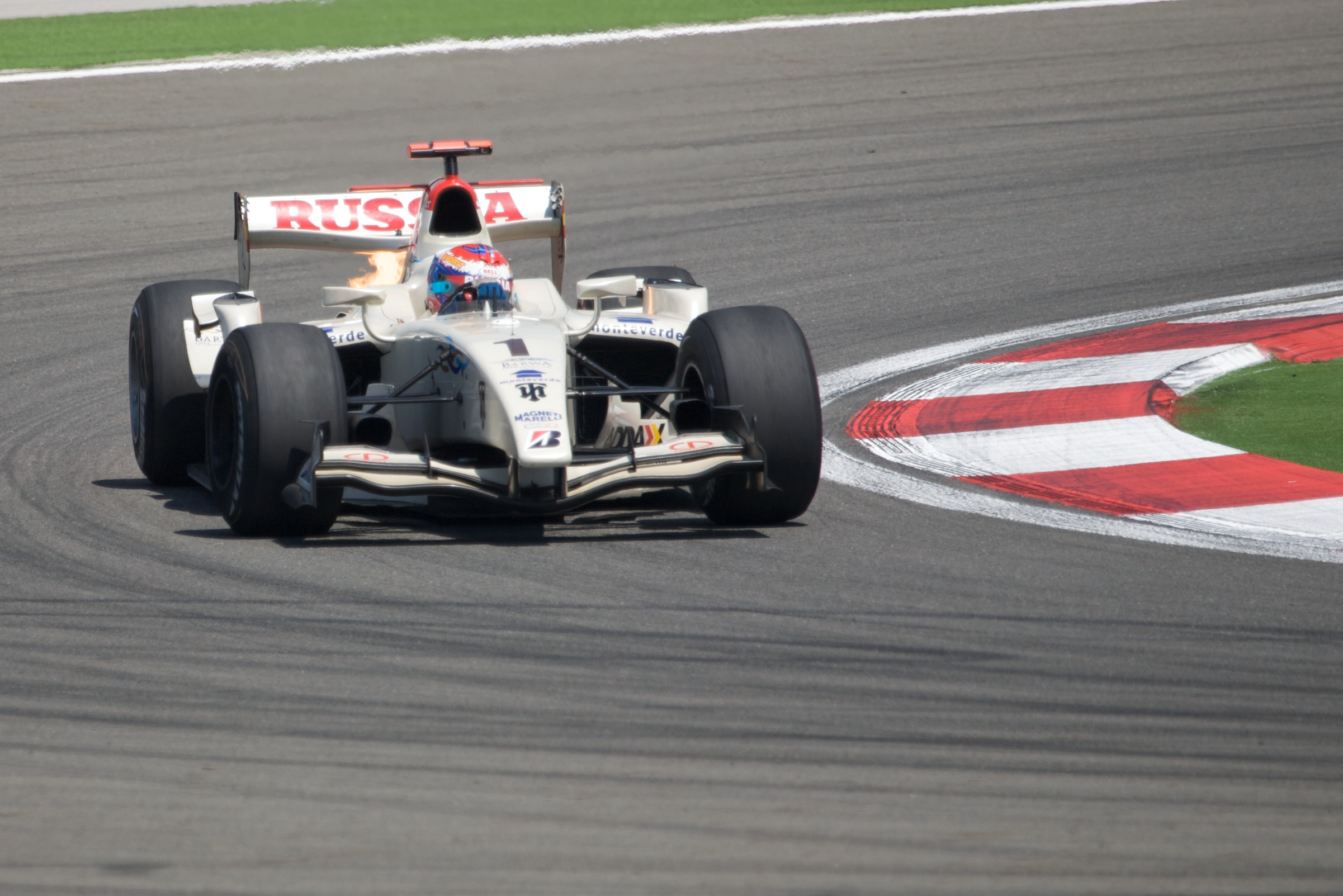
Pietrow wygrywa swój pierwszy wyścig w sezonie 2009 na torze Istanbul Park w Stambule

W kolejnym sezonie podpisał kontrakt z hiszpańskim zespołem Campos Grand Prix, gdzie jego partnerem wyścigowym był Giorgio Pantano. 29 września 2007 na torze Circuit Ricardo Tormo w Walencji Pietrow odniósł swoje pierwsze zwycięstwo w serii GP2. W pierwszym pełnym sezonie startów w tej serii wyścigowej Pietrow zdobył łącznie 21 punktów, co dało mu 13. pozycję w klasyfikacji generalnej. Przegrał jednak dość wyraźnie rywalizację z Giorgio Pantanim, który ostatecznie skończył sezon na 4. miejscu. W przerwie przed kolejnym sezonem GP2 wystartował w pierwszej edycji zimowej azjatyckiej serii GP2, gdzie z łączną sumą 33 punktów został sklasyfikowany na 3. pozycji. 
W sezonie 2008 Pietrow ponownie występował w zespole Campos. Jego wyniki były lepsze niż rok wcześniej, gdyż trzykrotnie stanął na podium. Odniósł również zwycięstwo w Walencji na torze Valencia Street Circuit. W klasyfikacji generalnej zajął ostatecznie 7. lokatę, a Campos, w którego barwach startował, zdobył tytuł mistrzowski w klasyfikacji konstruktorów. Jednakże, podobnie jak rok wcześniej, Rosjanin przegrał rywalizację z drugim kierowcą swojego zespołu Lucasem di Grassim, który w trakcie sezonu zastąpił Bena Hanleya. W przerwie przed kolejnym sezonem GP2 wystartował w drugiej edycji zimowej azjatyckiej serii GP2, gdzie z łączną sumą 28 punktów został sklasyfikowany na 5. pozycji.
W sezonie 2009 Pietrow pozostał w hiszpańskim zespole, który przekształcono w Barwa Addax. Jego partnerem wyścigowym został Francuz Romain Grosjean. Był to jego najlepszy sezon w historii występów w serii GP2. Odniósł dwa zwycięstwa – na torze Istanbul Park w Stambule oraz na torze Valencia Street Circuit w Walencji. Ponadto jeszcze pięciokrotnie stawał na podium. W klasyfikacji generalnej z dorobkiem 75 punktów zdobył tytuł wicemistrzowski. Był to jego ostatni sezon w serii GP2. W ciągu czterech lat startów w tej serii wyścigowej w 69 wyścigach odniósł 4 zwycięstwa i 11 razy stał na podium.

### Formuła 1

#### 2010

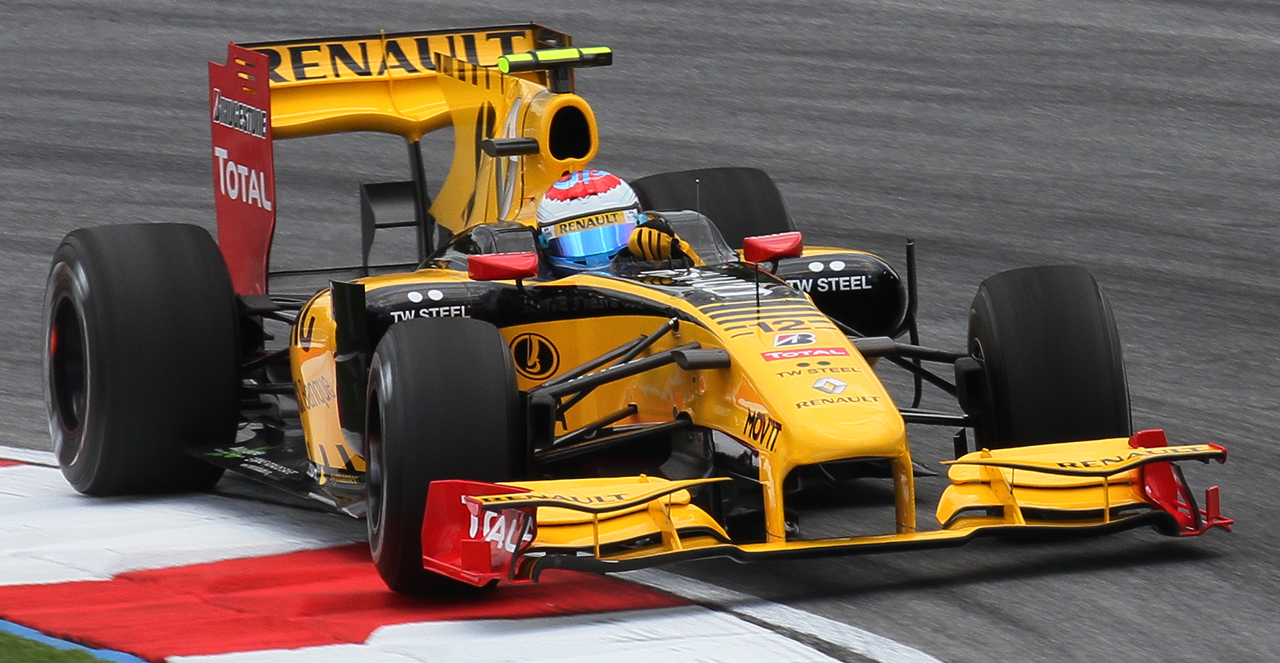
Witalij Pietrow w bolidzie Renault R30 podczas 3. sesji treningowej przed GP Malezji w 2010 roku

Przed rozpoczęciem sezonu 2010 Pietrow był przymierzany do startów w zespołach Campos, Sauber i Renault. Ostatecznie 31 stycznia 2010 rosyjski kierowca został oficjalnie potwierdzony jako partner Roberta Kubicy w zespole Renault w sezonie 2010. Za kierownicą bolidu Renault R30 zadebiutował 3 lutego 2010 podczas przedsezonowych testów na torze Circuit Ricardo Tormo w Walencji.
14 marca 2010 w Grand Prix Bahrajnu wystartował w swoim pierwszym wyścigu Formuły 1, stając się tym samym pierwszym w historii Rosjaninem startującym w Formule 1. Dzień wcześniej zajął 17. miejsce w sesji kwalifikacyjnej. Udział w wyścigu zakończył już na 13. okrążeniu, kiedy to uszkodził zawieszenie i odpadł z dalszej rywalizacji.
Dwa tygodnie później, 28 marca, podczas Grand Prix Australii, Pietrow zajął dopiero 18. miejsce w kwalifikacjach. Po starcie wyścigu awansował na 8. pozycję, jednak na 9. okrążeniu wypadł z toru i ponownie musiał przedwcześnie zakończyć swój udział w rywalizacji.
4 kwietnia na torze Sepang International Circuit podczas Grand Prix Malezji po raz drugi awansował do drugiej części sesji kwalifikacyjnej, aczkolwiek nie zakwalifikował się do trzeciej części i ostatecznie zajął 11. miejsce. Po starcie wyścigu awansował na 9. pozycję, jednak na 32. okrążeniu z powodu awarii skrzyni biegów zjechał na pobocze i zrezygnował z dalszej rywalizacji. Podczas całego weekendu wyścigowego w Malezji Pietrow startował z czarną opaską na ręce na znak solidarności z osobami, które straciły życie podczas ataków terrorystycznych w moskiewskim metrze.

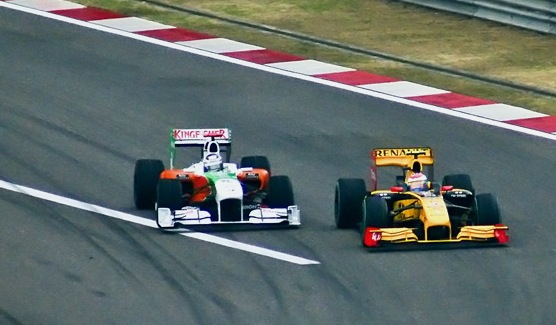
Pietrow i Sutil podczas GP Chin

18 kwietnia, pomimo startu z 14. pozycji, podczas Grand Prix Chin awansował na 7. miejsce, dzięki czemu zdobył swoje pierwsze punkty w historii startów w Formule 1.
W kwalifikacjach do Grand Prix Hiszpanii zajął 14. miejsce, jednak, z powodu uszkodzenia bolidu podczas treningu, musiał wymienić skrzynię biegów, w wyniku czego został cofnięty o pięć pozycji na starcie. Do wyścigu w dniu 9 maja wystartował z 19. pola startowego, a ostatecznie, po awansie o 8 pozycji, zajął 11. miejsce.
Podczas drugiej części kwalifikacji do Grand Prix Monako rozbił swój bolid, jednak ostatecznie wystartował do wyścigu z 14 pozycji. Na 31. okrążeniu wyścigu uszkodził oponę, przez co konieczna była dodatkowa wizyta w boksach. Ostatecznie z powodu problemów z zawieszeniem na 73. okrążeniu zrezygnował z dalszej rywalizacji, jednak zgodnie z regulaminem (który mówi, że gdy zawodnik przejedzie 90% dystansu, jest klasyfikowany jako zawodnik, który ukończył wyścig) został sklasyfikowany na 13. pozycji.
29 maja, podczas kwalifikacji do Grand Prix Turcji, Pietrow po raz pierwszy w karierze zakwalifikował się do trzeciej części sesji kwalifikacyjnej, w której zajął 9. miejsce. W wyścigu przez większą część rywalizacji zajmował miejsce w pierwszej dziesiątce, jednak na 55. okrążeniu doszło do kontaktu z bolidem Fernando Alonso, w wyniku którego pękła przednia opona w bolidzie Pietrowa, który musiał zjechać do boksu. Rosjanin zajął ostatecznie 15. miejsce, jednak, po raz pierwszy w karierze, na świeżym komplecie opon zdołał ustanowić najszybsze okrążenie w wyścigu.
12 czerwca, w kwalifikacjach do Grand Prix Kanady 2010 zajął 14. miejsce. Dzień później, tuż po starcie wyścigu Pietrow zderzył się z Pedro de la Rosą. 10 okrążeń później otrzymał karę przejazdu przez boksy za falstart. Na 19. kółku Rosjanin zjechał do boksu po nowe skrzydło, a po wyjeździe z alei serwisowej zajmował ostatnie miejsce. Kilka okrążeń później ponownie został ukarany przymusowym przejazdem przez boksy, tym razem za spowodowaniem kolizji z de la Rosą. Ostatecznie Pietrow ukończył wyścig na 17. pozycji ze stratą dwóch okrążeń do zwycięzcy.
Kwalifikacje do Grand Prix Europy 2010 ukończył na miejscu 10. Podczas wyścigu, na 9. okrążeniu, gdy na tor wjechał samochód bezpieczeństwa, Pietrow zjechał do boksu. Po dwunastym okrążeniu był 12., wyścig ukończył na 14.
W Grand Prix Wielkiej Brytanii 2010 uzyskał 16. miejsce w kwalifikacjach. Po raz pierwszy do pit-stopu zjechał pod koniec 15. okrążenia. Po 26. okrążeniu na tor wjechał samochód bezpieczeństwa, a po wznowieniu Rosjanin zajmował 10. miejsce. 
Na 32 okrążeniu Pietrow próbował wyprzedzić Hulkenberga i zyskać dziewiąte miejsce, ale nie udało mu się. Wkrótce po raz drugi zjechał do boksu. Wyścig ukończył na 13. pozycji. 
W Grand Prix Niemiec 2010 uzyskał 13. lokatę w kwalifikacjach. W wyścigu, na 22 okrążeniu Pietrow wyprzedził Kobayashiego i próbował zrobić to samo z Schumacherem. Na 52. okrążeniu był 10. i na tej pozycji ukończył wyścig, po raz drugi zdobywając punkty w Formule 1.
W Grand Prix Węgier 2010 zdobył najwyższe jak dotąd, 7. miejsce w kwalifikacjach. W wyścigu Pietrow po dobrym starcie wyprzedził Hamiltona i Rosberga, awansując na piąte miejsce, jednak na następnym okrążeniu Hamilton odzyskał pozycję. Po 10. okrążeniu Pietrow tracił do lidera 18,2 sekundy. Po 17. kółku rosyjski kierowca został wyprzedzony przez Barichello. Po 33 okrążeniach tracił do niego 1,1 sekundy, jednak ten drugi pozostawał bez postoju - finalnie Pietrow zajął 5. lokatę.
W kwalifikacjach do Grand Prix Belgii 2010 zajął najsłabszą w karierze, 24. pozycję w kwalifikacjach. W wyścigu, na początku drugiego okrążenia na tor wjechał samochód bezpieczeństwa - przed wznowieniem Pietrow zajmował 11. pozycję. Na 11. okrążeniu wyprzedził Rosberga i wysunął się na 9. miejsce. Po 15. kółku po raz pierwszy zjechał do pit-stopu. Na 33. zrobił to po raz drugi, z powodu deszczu. Ukończył wyścig na 9. miejscu.
W Grand Prix Włoch 2010 uzyskał 20. miejsce w kwalifikacjach. Na dziesięć okrążeń przed zakończeniem wyścigu był 10. i pozostawał bez postoju - wykonał go na 51. okrążeniu.
W wyścigu nie punktował, kończąc go na 13. pozycji.
W Grand Prix Singapuru 2010 zdobył 12. miejsce w kwalifikacjach. Na starcie wyścigu wysunął się na 10. miejsce. Podczas wjechania samochodu bezpieczeństwa, skierował się do boksu w celu wymiany opon z miękkich na twarde. Później doszło do kontaktu między Hulkenbergiem i Pietrowem podczas walki o pozycję - zostali wówczas wyprzedzeni przez Sutila. Na 12. okrążeniu był piętnasty, mając za sobą Buemiego, a przed nim jechał Massa. Wkrótce awansował na czternaste, z powodu problemów Glocka. Pietrow po 33. okrążeniu był jedenasty i na tej pozycji ukończył wyścig. 
W Grand Prix Japonii 2010 uzyskał 13. miejsce w kwalifikacjach. Na samym początku wyścigu, po całkiem udanym starcie Witalij Pietrow zjeżdżając do lewej krawędzi toru zahaczył o przód bolidu Nico Hulkenberga. Rosjanin uderzył w bandę, rozbijając swój bolid naprzeciwko garaży, natomiast Hulkenberg zatrzymał się w pierwszym zakręcie z uszkodzonym zawieszeniem.
Kwalifikacje do Grand Prix Korei Południowej 2010 ukończył na 20. pozycji. 
Podczas wyścigu pierwszy pit-stop zaliczył na dwudziestym okrążeniu, kiedy to na wyścigu pojawił się samochód bezpieczeństwa. W wyścigu miał wypadek na 39. okrążeniu, po poślizgu przy dużej prędkości uderzył w bandę oddzielającą aleję serwisową od toru. 
Kwalifikacje do Grand Prix Brazylii 2010 ukończył na 10. miejscu. W wyścigu, na siedemnastym okrążeniu został wyprzedzony przez Jensona Buttona, po czym wykonał postój. Drugi pit-stop zaliczył na 51. kółku - po wyjechaniu z niego był szesnasty i na tej pozycji dojechał do mety.
Do ostatniego wyścigu sezonu, Grand Prix Abu Zabi 2010 zakwalifikował się na 10. pozycji. Ukończył go na 6. pozycji, pomagając zdobyć Sebastianowi Vettelowi tytuł mistrza świata, dzięki temu, że przez ponad połowę wyścigu utrzymywał za sobą Fernando Alonso, który również był pretendentem do tego tytułu. W końcowej klasyfikacji sezonu uplasował się na 13. miejscu.

#### 2011

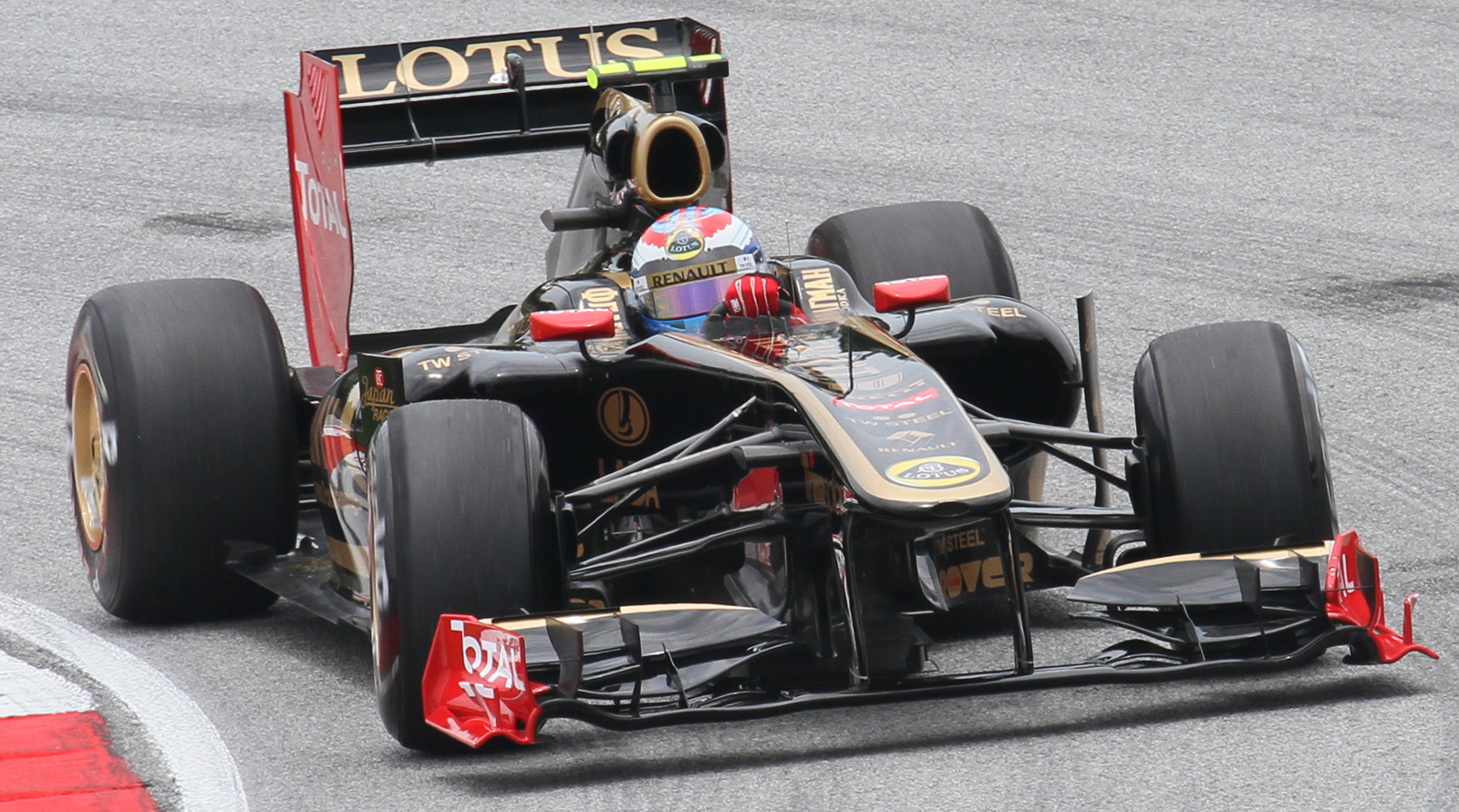
Pietrow podczas GP Malezji

Sezon 2011 rozpoczął się Grand Prix Australii, gdzie w kwalifikacjach Rosjanin zajął 6. miejsce, najwyższe jak dotąd w swoich dotychczasowych występach w Formule 1. W wyścigu już na starcie awansował na czwartą pozycję. Na 22 okrążenia przed końcem spadł na piątą pozycję, jednak wkrótce uzyskał trzecią lokatę i nie dając się wyprzedzić Alonso zdobył swoje pierwsze podium w Formule 1, zajmując 3. miejsce w wyścigu.
Podczas kwalifikacji do Grand Prix Malezji zajął 8. miejsce. Po dobrym starcie w wyścigu przesunął się na piątą pozycję. Na szóstym okrążeniu, w wyniku wypadnięcia na zakręcie spadł o dwa miejsca. Na kolejnych okrążeniach znajdował się pomiędzy szóstą a dziesiątą pozycją. Na piętnastym kółku po raz pierwszy zjechał do boksu, a po raz drugi na dwudziestym siódmym. Na 33. okrążeniu zajmował dziewiąte miejsce, jednak udało mu się wyprzedzić Kobayashiego, na 44. okrążeniu po raz trzeci zaliczył pit-stop. Dwa okrążenia przed końcem, na 54. kółku doszło do uszkodzenia drążka kierownicy jego bolidu po tym, jak Pietrow wyjechał poza tor i podczas próby powrotu na jezdnię uniósł się nieco w powietrze, a lądując zniszczył układ kierowniczy i Rosjanin zakończył wówczas wyścig, został jednak sklasyfikowany na siedemnastej pozycji, ze względu na przejechanie wystarczającego dystansu. Średnia prędkość Pietrowa w tym wyścigu wynosiła 188,641 km/h, dwukrotnie wyprzedzał on innych kierowców.
W wyniku wypadku spadł aż o pięć pozycji w klasyfikacji kierowców.
Podczas kwalifikacji do Grand Prix Chin 2011 Witalij Pietrow uzyskał czwarty czas podczas Q2, po czym ze względu na problemy z bolidem nie wziął udziału w trzeciej części kwalifikacji i w wyścigu wystartował na dziesiątej pozycji. Po słabym starcie w wyścigu znalazł się w drugiej dziesiątce, od dziesiątego okrążenia zaczął jednak wyprzedzać kolejnych kierowców i znalazł się na trzeciej pozycji po szesnastym okrążeniu, a następnie zjechał do pit-stopu na zmianę opon i powrócił na pogranicze pierwszej i drugiej dziesiątki. Na trzydziestym siódmym okrążeniu zjechał po raz drugi do pit-stopu, będąc wówczas na dziewiątym miejscu. Wyścig ukończył na tej właśnie pozycji, awansując o jedną pozycję w klasyfikacji kierowców. Ogółem w wyścigu zaliczył sześć manewrów wyprzedzania.
W kwalifikacjach do Grand Prix Turcji 2011 rosyjski kierowca wywalczył siódmą pozycję na starcie. Na starcie wyścigu spadł o jedną pozycję. Następnie zaliczył stłuczkę z Michaelem Schumacherem – niemiecki kierowca musiał wymienić przednie skrzydło. Przez kilka okrążeń Pietrow znajdował się na piątej pozycji, jednak wyścig ukończył na ósmym miejscu.
Sesje kwalifikacyjne Grand Prix Hiszpanii 2011 Pietrow ukończył na szóstej pozycji, tym samym powtarzając swój najlepszy wynik z Australii. Podczas startu awansował na piąte miejsce. Po raz pierwszy na pit-stop zjechał na jedenastym okrążeniu, po którym przez kilkanaście okrążeń znajdował się na ósmej pozycji. Na 26. i 41. kółku zaliczył dwa kolejne postoje, na 42. okrążeniu został zdublowany. Wyścig ukończył na 11. miejscu ze stratą jednego okrążenia do zwycięzcy, Sebastiana Vettela i spadł na dziewiąte miejsce w klasyfikacji kierowców.
Podczas drugiego treningu do Grand Prix Monako 2011 Witalij Pietrow uderzył w bandę na zakręcie Nouvelle Chicane. Zniszczone zostało jego przednie skrzydło oraz zawieszenie. Osiągnął jedenasty czas. W kwalifikacjach uzyskał jedenasty czas, jednak w wyścigu wystartował z dziesiątego pola ze względu na wypadek Sergio Péreza. Nie został sklasyfikowany, ponieważ na 67. okrążeniu doznał kolizji i został przewieziony do szpitala Księżnej Grace w Monako.

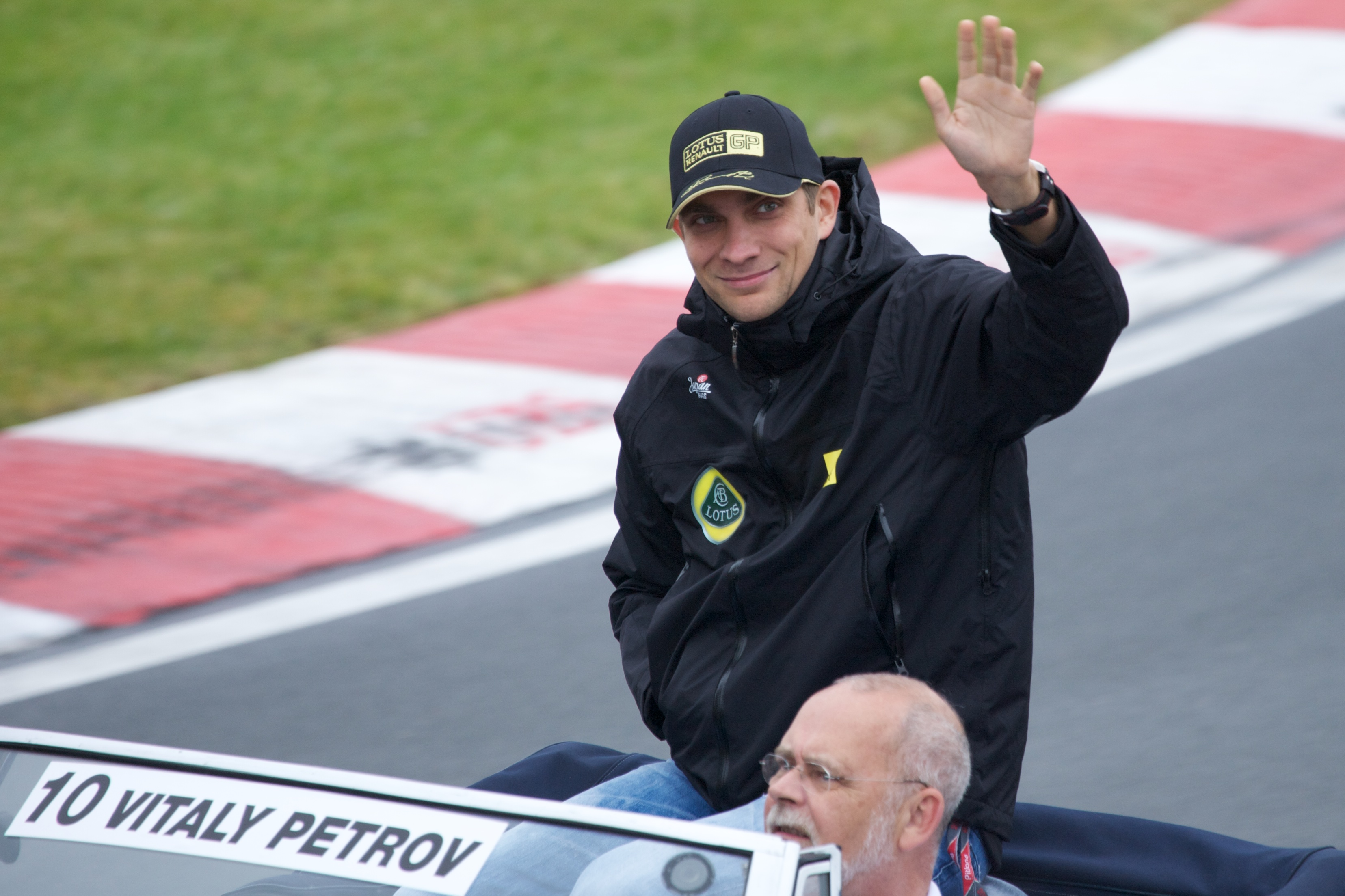
Witalij Pietrow podczas parady Grand Prix Kanady 2011

Do wyścigu w Kanadzie wystartował z 10. pozycji, a ukończył go na 5. miejscu, dzięki czemu awansował na siódme miejsce w klasyfikacji kierowców.
Do Grand Prix Europy 2011 wystartował z 11. pozycji, jednak zaliczył słaby start, zaczynając wyścig na oponach pośrednich i stracił kilka pozycji. Następnie Michael Schumacher uderzył w bolid Witalija Pietrowa uszkadzając przednie skrzydło swojego bolidu. Wyścig kończył na 15. miejscu i spadł na 8. pozycję w klasyfikacji.
Do wyścigu na Silverstone rosyjski kierowca wystartował na 14. pozycji. Na szóstym okrążeniu, jadąc na 15. miejscu stracił dwie pozycje, gdyż wyprzedzili go kierowcy Toro Rosso. Wyścig ukończył na 12. miejscu.
Grand Prix Niemiec 2011 ukończył na dziesiątym miejscu, startując z dziewiątego.

#### 2012
17 lutego, po zwolnieniu Jarno Trulliego, Caterham F1 Team potwierdził Rosjanina na stanowisku kierowcy wyścigowego zespołu. Partneruje on Finowi – Heikkiemu Kovalainenowi.
Do pierwszego wyścigu sezonu, Grand Prix Australii wystartował z dziewiętnastego pola startowego. Po przejechaniu ośmiu okrążeń w pierwszej części sesji kwalifikacyjnej zajął dwudzieste miejsce, jednak awansował o jedno dzięki karze nałożonej na Sergio Pereza. Na 34. okrążeniu, gdy jechał na 14. pozycji jego bolid doznał awarii i Pietrow zatrzymał się na prostej startowej, co spowodowało pierwszy w sezonie wyjazd safety caru.
Do Grand Prix Malezji wyruszył z 19. pola startowego. Na 13. i 39. kółku zjeżdżał do alei serwisowej. Wyścig ukończył na szesnastym miejscu.

## Wyniki

### Formuła 1
| Legenda oznaczeń w tabelach wyników Wyświetl szablon na nowej stronie | Legenda oznaczeń w tabelach wyników Wyświetl szablon na nowej stronie                                                                     |
| Oznaczenie                                                            | Wyjaśnienie |
| --------------------------------------------------------------------- | --- |
| Złoty                                                                 | Zwycięzca lub mistrzostwo |
| Srebrny                                                               | 2. miejsce lub wicemistrzostwo |
| Brązowy                                                               | 3. miejsce lub II wicemistrzostwo |
| Zielony                                                               | Ukończył, punktował (w klasyfikacji generalnej, gdy zdobył co najmniej jeden punkt na przestrzeni sezonu, poza trzema powyższymi opcjami) |
| Niebieski                                                             | Ukończył, nie punktował (w klasyfikacji generalnej, gdy nie zdobył co najmniej jednego punktu na przestrzeni sezonu)                      |
| Czerwony                                                              | Nie zakwalifikował się (NZ) |
| Czerwony                                                              | Nie prekwalifikował się (NPK) |
| Różowy                                                                | Nie ukończył (NU) |
| Różowy                                                                | Niesklasyfikowany (NS) (w klasyfikacji generalnej, gdy nie został sklasyfikowany w żadnym wyścigu sezonu)                                 |
| Czarny                                                                | Zdyskwalifikowany (DK) |
| Czarny                                                                | Wykluczony (WYK/EX) |
| Biały                                                                 | Nie wystartował (NW) |
| Biały                                                                 | Kontuzjowany (K/INJ) |
| Biały                                                                 | Wyścig odwołany (OD/C) |
| Bez koloru                                                            | Został wycofany (WYC/WD) |
| Bez koloru                                                            | Nie przybył (NP/DNA) |
| Bez koloru                                                            | Nie brał udziału w treningach (NT/DNP) |
| Bez koloru                                                            | Nie został zgłoszony (–) |
| Pogrubienie                                                           | Start z pole position |
| Kursywa                                                               | Najszybsze okrążenie wyścigu |
| †                                                                     | Nie ukończył, ale jego rezultat został zaliczony ze względu na przejechanie więcej niż 90% dystansu wyścigu.                              |
| *                                                                     | Sezon w trakcie |
| 1/2/3                                                                 | Punktowana pozycja w sprincie kwalifikacyjnym                                                                                             |
| Lista systemów punktacji Formuły 1                                    | |

| Sezon | Zespół           | Samochód          | Pozycje startowe / w wyścigach | Pozycje startowe / w wyścigach | Pozycje startowe / w wyścigach | Pozycje startowe / w wyścigach | Pozycje startowe / w wyścigach | Pozycje startowe / w wyścigach | Pozycje startowe / w wyścigach | Pozycje startowe / w wyścigach | Pozycje startowe / w wyścigach | Pozycje startowe / w wyścigach | Pozycje startowe / w wyścigach | Pozycje startowe / w wyścigach | Pozycje startowe / w wyścigach | Pozycje startowe / w wyścigach | Pozycje startowe / w wyścigach | Pozycje startowe / w wyścigach | Pozycje startowe / w wyścigach | Pozycje startowe / w wyścigach | Pozycje startowe / w wyścigach | Pozycje startowe / w wyścigach | Pozycje startowe / w wyścigach |
| Sezon | Zespół           | Silnik            | 1                              | 2                              | 3                              | 4                              | 5                              | 6                              | 7                              | 8                              | 9                              | 10                             | 11                             | 12                             | 13                             | 14                             | 15                             | 16                             | 17                             | 18                             | 19                             | 20                             | 21                             |
| 2010  |                  |                   | Bahrajn                        | Australia                      | Malezja                        |                                | Hiszpania                      | Monako                         | Turcja                         | Kanada                         | Unia Europejska                | Wielka Brytania                | Niemcy                         | Węgry                          | Belgia                         | Włochy                         | Singapur                       | Japonia                        | Korea Południowa               | Brazylia                       |                                |                                |                                |
| ----- | ---------------- | ----------------- | ------------------------------ | ------------------------------ | ------------------------------ | ------------------------------ | ------------------------------ | ------------------------------ | ------------------------------ | ------------------------------ | ------------------------------ | ------------------------------ | ------------------------------ | ------------------------------ | ------------------------------ | ------------------------------ | ------------------------------ | ------------------------------ | ------------------------------ | ------------------------------ | ------------------------------ | ------------------------------ | ------------------------------ |
| 2010  | Renault F1 Team  | Renault R30       | 17                             | 18                             | 11                             | 14                             | 14                             | 14                             | 9                              | 14                             | 10                             | 16                             | 13                             | 7                              | 24                             | 20                             | 12                             | 13                             | 20                             | 10                             | 10                             |                                |                                |
| 2010  | Renault F1 Team  | Renault RS27-2010 | NU                             | NU                             | NU                             | 7                              | 11                             | 13†                            | 15                             | 17                             | 14                             | 13                             | 10                             | 5                              | 9                              | 13                             | 11                             | NU                             | NU                             | 16                             | 6                              |                                |                                |
| 2011  |                  |                   | Australia                      | Malezja                        |                                | Turcja                         | Hiszpania                      | Monako                         | Kanada                         | Unia Europejska                | Wielka Brytania                | Niemcy                         | Węgry                          | Belgia                         | Włochy                         | Singapur                       | Japonia                        | Korea Południowa               | Indie                          |                                | Brazylia                       |                                |                                |
| 2011  | Lotus Renault GP | Renault R31       | 6                              | 8                              | 10                             | 7                              | 6                              | 10                             | 10                             | 11                             | 14                             | 9                              | 12                             | 10                             | 7                              | 18                             | 9                              | 8                              | 11                             | 12                             | 15                             |                                |                                |
| 2011  | Lotus Renault GP | Renault RS27-2011 | 3                              | 17†                            | 9                              | 8                              | 11                             | NU                             | 5                              | 15                             | 12                             | 10                             | 12                             | 9                              | NU                             | 17                             | 9                              | NU                             | 11                             | 13                             | 10                             |                                |                                |
| 2012  |                  |                   | Australia                      | Malezja                        |                                | Bahrajn                        | Hiszpania                      | Monako                         | Kanada                         | Unia Europejska                | Wielka Brytania                | Niemcy                         | Węgry                          | Belgia                         | Włochy                         | Singapur                       | Japonia                        | Korea Południowa               | Indie                          |                                | Stany Zjednoczone              | Brazylia                       |                                |
| 2012  | Caterham F1 Team | Caterham CT01     | 19                             | 19                             | 19                             | 18                             | 18                             | 18                             | 18                             | 20                             | 18                             | 20                             | 20                             | 20                             | 19                             | 19                             | 23                             | 19                             | 19                             | 20                             | 21                             | 19                             |                                |
| 2012  | Caterham F1 Team | Renault RS27-2012 | NU                             | 16                             | 18                             | 16                             | 17                             | NU                             | 19                             | 13                             | NW                             | 16                             | 19                             | 14                             | 15                             | 19                             | 17                             | 16                             | 17                             | 16                             | 17                             | 11                             |                                |

### GP2
| Legenda oznaczeń w tabelach wyników Wyświetl szablon na nowej stronie | Legenda oznaczeń w tabelach wyników Wyświetl szablon na nowej stronie                                                                     |
| Oznaczenie                                                            | Wyjaśnienie |
| --------------------------------------------------------------------- | --- |
| Złoty                                                                 | Zwycięzca lub mistrzostwo |
| Srebrny                                                               | 2. miejsce lub wicemistrzostwo |
| Brązowy                                                               | 3. miejsce lub II wicemistrzostwo |
| Zielony                                                               | Ukończył, punktował (w klasyfikacji generalnej, gdy zdobył co najmniej jeden punkt na przestrzeni sezonu, poza trzema powyższymi opcjami) |
| Niebieski                                                             | Ukończył, nie punktował (w klasyfikacji generalnej, gdy nie zdobył co najmniej jednego punktu na przestrzeni sezonu)                      |
| Czerwony                                                              | Nie zakwalifikował się (NZ) |
| Czerwony                                                              | Nie prekwalifikował się (NPK) |
| Różowy                                                                | Nie ukończył (NU) |
| Różowy                                                                | Niesklasyfikowany (NS) (w klasyfikacji generalnej, gdy nie został sklasyfikowany w żadnym wyścigu sezonu)                                 |
| Czarny                                                                | Zdyskwalifikowany (DK) |
| Czarny                                                                | Wykluczony (WYK/EX) |
| Biały                                                                 | Nie wystartował (NW) |
| Biały                                                                 | Kontuzjowany (K/INJ) |
| Biały                                                                 | Wyścig odwołany (OD/C) |
| Bez koloru                                                            | Został wycofany (WYC/WD) |
| Bez koloru                                                            | Nie przybył (NP/DNA) |
| Bez koloru                                                            | Nie brał udziału w treningach (NT/DNP) |
| Bez koloru                                                            | Nie został zgłoszony (–) |
| Pogrubienie                                                           | Start z pole position |
| Kursywa                                                               | Najszybsze okrążenie wyścigu |
| †                                                                     | Nie ukończył, ale jego rezultat został zaliczony ze względu na przejechanie więcej niż 90% dystansu wyścigu.                              |
| *                                                                     | Sezon w trakcie |
| 1/2/3                                                                 | Punktowana pozycja w sprincie kwalifikacyjnym                                                                                             |
| Lista systemów punktacji Formuły 1                                    | |

| Rok  | Zespół            | Wyniki w poszczególnych eliminacjach | Wyniki w poszczególnych eliminacjach | Wyniki w poszczególnych eliminacjach | Wyniki w poszczególnych eliminacjach | Wyniki w poszczególnych eliminacjach | Wyniki w poszczególnych eliminacjach | Wyniki w poszczególnych eliminacjach | Wyniki w poszczególnych eliminacjach | Wyniki w poszczególnych eliminacjach | Wyniki w poszczególnych eliminacjach | Wyniki w poszczególnych eliminacjach | Wyniki w poszczególnych eliminacjach | Wyniki w poszczególnych eliminacjach | Wyniki w poszczególnych eliminacjach | Wyniki w poszczególnych eliminacjach | Wyniki w poszczególnych eliminacjach | Wyniki w poszczególnych eliminacjach | Wyniki w poszczególnych eliminacjach | Wyniki w poszczególnych eliminacjach | Wyniki w poszczególnych eliminacjach | Wyniki w poszczególnych eliminacjach | Punkty | Pozycja |
| ---- | ----------------- | ------------------------------------ | ------------------------------------ | ------------------------------------ | ------------------------------------ | ------------------------------------ | ------------------------------------ | ------------------------------------ | ------------------------------------ | ------------------------------------ | ------------------------------------ | ------------------------------------ | ------------------------------------ | ------------------------------------ | ------------------------------------ | ------------------------------------ | ------------------------------------ | ------------------------------------ | ------------------------------------ | ------------------------------------ | ------------------------------------ | ------------------------------------ | ------ | ------- |
| 2006 | DPR Direxiv       | VAL                                  | VAL                                  | SMR                                  | SMR                                  | NÜR                                  | NÜR                                  | ESP                                  | ESP                                  | MON                                  | GBR                                  | GBR                                  | FRA                                  | FRA                                  | HOC                                  | HOC                                  | HUN                                  | HUN                                  | TUR                                  | TUR                                  | ITA                                  | ITA                                  | 0      | 28      |
| 2006 | DPR Direxiv       | -                                    | -                                    | -                                    | -                                    | -                                    | -                                    | -                                    | -                                    | -                                    | -                                    | -                                    | -                                    | -                                    | 15                                   | 15                                   | 15                                   | 10                                   | 16                                   | 18                                   | NU                                   | 12                                   | 0      | 28      |
| 2007 | Campos Grand Prix | BHR                                  | BHR                                  | ESP                                  | ESP                                  | MON                                  | FRA                                  | FRA                                  | GBR                                  | GBR                                  | DEU                                  | DEU                                  | HUN                                  | HUN                                  | TUR                                  | TUR                                  | ITA                                  | ITA                                  | BEL                                  | BEL                                  | VAL                                  | VAL                                  | 3      | 25      |
| 2007 | Campos Grand Prix | 14                                   | 11                                   | 10                                   | 16                                   | 6                                    | 5                                    | 5                                    | 9                                    | 9                                    | 11                                   | 17                                   | NU                                   | 9                                    | 17                                   | 5                                    | 12                                   | 12                                   | 9                                    | 11                                   | 1                                    | 8                                    | 3      | 25      |
| 2008 | Campos Grand Prix | ESP                                  | ESP                                  | TUR                                  | TUR                                  | MON                                  | MON                                  | FRA                                  | FRA                                  | GBR                                  | GBR                                  | DEU                                  | DEU                                  | HUN                                  | HUN                                  | VAL                                  | VAL                                  | BEL                                  | BEL                                  | ITA                                  | ITA                                  |                                      | 39     | 7       |
| 2008 | Campos Grand Prix | 6                                    | NU                                   | 5                                    | 2                                    | NU                                   | 15                                   | 4                                    | 18                                   | 10                                   | 5                                    | NU                                   | 12                                   | NU                                   | 9                                    | 1                                    | 15                                   | 4                                    | 3                                    | NU                                   | NU                                   |                                      | 39     | 7       |
| 2009 | Barwa Addax       | ESP                                  | ESP                                  | MON                                  | MON                                  | TUR                                  | TUR                                  | GBR                                  | GBR                                  | DEU                                  | DEU                                  | HUN                                  | HUN                                  | VAL                                  | VAL                                  | BEL                                  | BEL                                  | ITA                                  | ITA                                  | POR                                  | POR                                  |                                      | 75     | 2       |
| 2009 | Barwa Addax       | 2                                    | 9                                    | 2                                    | 6                                    | 1                                    | 3                                    | 15                                   | 10                                   | 4                                    | 4                                    | NU                                   | 12                                   | 1                                    | 3                                    | NU                                   | 6                                    | 2                                    | 5                                    | 4                                    | NU                                   |                                      | 75     | 2       |

### Azjatycka Seria GP2
| Legenda oznaczeń w tabelach wyników Wyświetl szablon na nowej stronie | Legenda oznaczeń w tabelach wyników Wyświetl szablon na nowej stronie                                                                     |
| Oznaczenie                                                            | Wyjaśnienie |
| --------------------------------------------------------------------- | --- |
| Złoty                                                                 | Zwycięzca lub mistrzostwo |
| Srebrny                                                               | 2. miejsce lub wicemistrzostwo |
| Brązowy                                                               | 3. miejsce lub II wicemistrzostwo |
| Zielony                                                               | Ukończył, punktował (w klasyfikacji generalnej, gdy zdobył co najmniej jeden punkt na przestrzeni sezonu, poza trzema powyższymi opcjami) |
| Niebieski                                                             | Ukończył, nie punktował (w klasyfikacji generalnej, gdy nie zdobył co najmniej jednego punktu na przestrzeni sezonu)                      |
| Czerwony                                                              | Nie zakwalifikował się (NZ) |
| Czerwony                                                              | Nie prekwalifikował się (NPK) |
| Różowy                                                                | Nie ukończył (NU) |
| Różowy                                                                | Niesklasyfikowany (NS) (w klasyfikacji generalnej, gdy nie został sklasyfikowany w żadnym wyścigu sezonu)                                 |
| Czarny                                                                | Zdyskwalifikowany (DK) |
| Czarny                                                                | Wykluczony (WYK/EX) |
| Biały                                                                 | Nie wystartował (NW) |
| Biały                                                                 | Kontuzjowany (K/INJ) |
| Biały                                                                 | Wyścig odwołany (OD/C) |
| Bez koloru                                                            | Został wycofany (WYC/WD) |
| Bez koloru                                                            | Nie przybył (NP/DNA) |
| Bez koloru                                                            | Nie brał udziału w treningach (NT/DNP) |
| Bez koloru                                                            | Nie został zgłoszony (–) |
| Pogrubienie                                                           | Start z pole position |
| Kursywa                                                               | Najszybsze okrążenie wyścigu |
| †                                                                     | Nie ukończył, ale jego rezultat został zaliczony ze względu na przejechanie więcej niż 90% dystansu wyścigu.                              |
| *                                                                     | Sezon w trakcie |
| 1/2/3                                                                 | Punktowana pozycja w sprincie kwalifikacyjnym                                                                                             |
| Lista systemów punktacji Formuły 1                                    | |

| Rok       | Zespół                     | Wyniki w poszczególnych eliminacjach | Wyniki w poszczególnych eliminacjach | Wyniki w poszczególnych eliminacjach | Wyniki w poszczególnych eliminacjach | Wyniki w poszczególnych eliminacjach | Wyniki w poszczególnych eliminacjach | Wyniki w poszczególnych eliminacjach | Wyniki w poszczególnych eliminacjach | Wyniki w poszczególnych eliminacjach | Wyniki w poszczególnych eliminacjach | Wyniki w poszczególnych eliminacjach | Punkty | Pozycja |
| --------- | -------------------------- | ------------------------------------ | ------------------------------------ | ------------------------------------ | ------------------------------------ | ------------------------------------ | ------------------------------------ | ------------------------------------ | ------------------------------------ | ------------------------------------ | ------------------------------------ | ------------------------------------ | ------ | ------- |
| 2008      | Campos Grand Prix          | ARE                                  | ARE                                  | IDN                                  | IDN                                  | MAL                                  | MAL                                  | BHR                                  | BHR                                  | ARE                                  | ARE                                  |                                      | 33     | 3       |
| 2008      | Campos Grand Prix          | NU                                   | 9                                    | 5                                    | 3                                    | 1                                    | 3                                    | 10                                   | 3                                    | 4                                    | NU                                   |                                      | 33     | 3       |
| 2008/2009 | Barwa International Campos | CHN                                  | CHN                                  | ARE                                  | BHR                                  | BHR                                  | QAT                                  | QAT                                  | MAL                                  | MAL                                  | BHR                                  | BHR                                  | 28     | 5       |
| 2008/2009 | Barwa International Campos | 5                                    | NU                                   | 5                                    | 10                                   | 12                                   | 3                                    | 2                                    | 6                                    | 1                                    | 19                                   | 11                                   | 28     | 5       |